# Hindúkuš
Hindúkuš (urdsky ہندوکش, Hindūkush, persky هندوکش, Hendūkosh) je pohoří v Afghánistánu a severozápadním Pákistánu. V širším smyslu se za Hindúkuš považují všechny hory mezi Amudarjou na severu, řekou Tedžen (Harírúd) na západě (tvoří hranici s Íránem, za ní se zvedá Kúh-e Bínálúd) a řekami Hilmand a Kábul na jihu. V užším smyslu se jako Hindúkuš označuje jen nejvyšší, severovýchodní část, která začíná zhruba na úrovni města Kábulu a pokračuje na severovýchod, po afghánsko-pákistánské hranici do Vachánu. Je třetím nejvyšším pohořím na světě. Nejvyšší horou je Tirič Mír v pákistánském Chajbar Paštúnchwá.
Ve Váchánu se Hindúkuš dotýká severněji ležícího Pamíru (za řekou Pandž), jihovýchodním směrem odtud pokračuje pohoří Karákóram.

## Název
Alexandr Veliký dobyl tuto oblast v roce 329 př. n. l. Hory dostaly řecké jméno καύκασοσ ινδικοσ (kaukasos indikos), tedy „Indický Kavkaz“ nebo prostě „Indické hory“. Alternativní řecké jméno bylo Paropamisos (někdy se vztahuje jen k západní části Hindúkuše, k Safíd Kúhu).
I jméno Hindúkuš má znamenat „Indické hory“. Slovo kuš se objevuje v názvech řady hor, pocházejících z íránských jazyků, kterými se v této oblasti mluví; podle některých je zkomoleninou novoperského kúh, „hora“.
V sanskrtu se Hindúkuši říkalo Pāriyatra Parvat, a tento název se používal až do příchodu islámu.

## Geografie

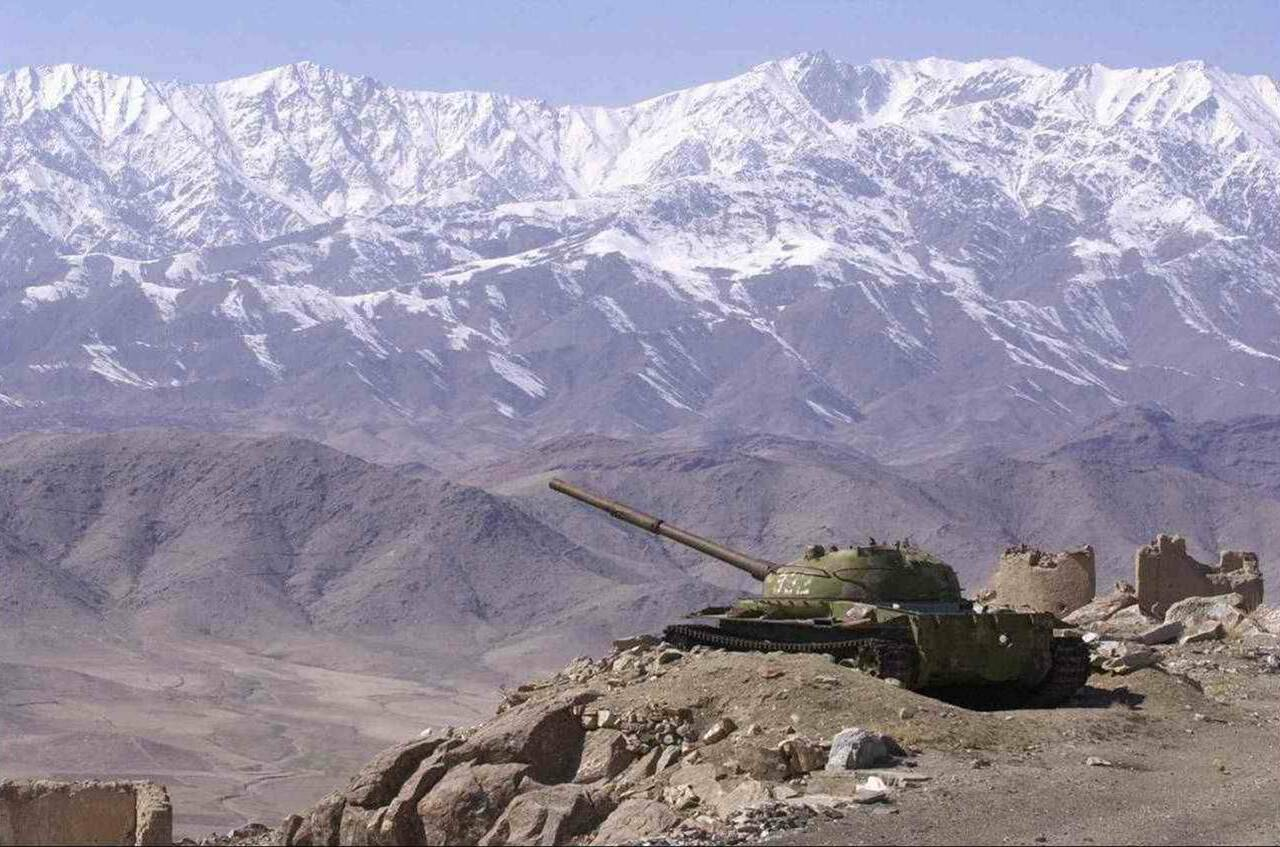
Krajina v Afghánistánu s tankem T-62

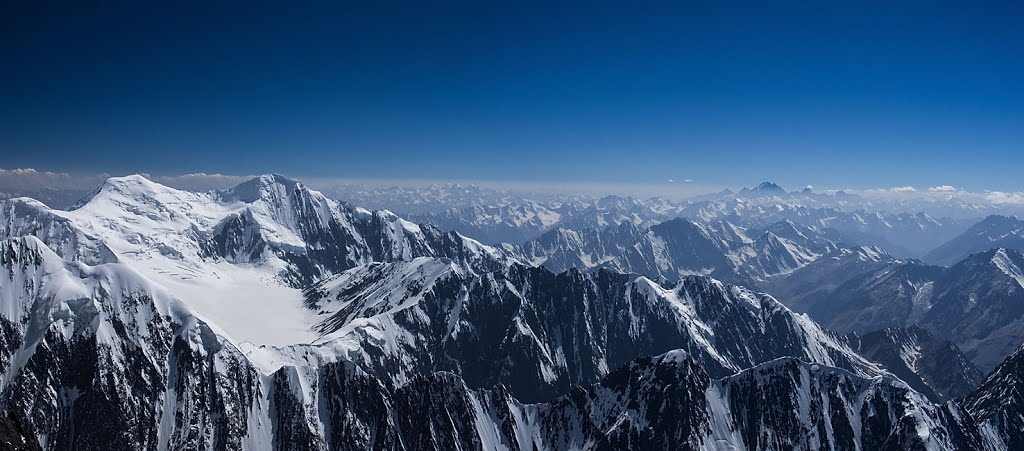
Nošak je druhým nejvyšším nezávislým vrcholem pohoří Hindúkuš po hoře Tirič Mír.

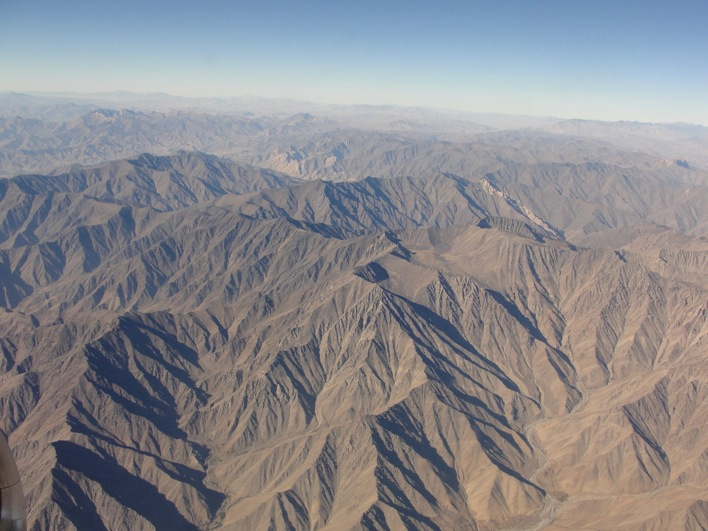
Letecký pohled na pohoří Hindúkuš v severním Afghánistánu

Nadmořská výška Hindúkuše roste od západu k východu. Nejvyšší vrcholy na západě Afghánistánu dosahují výšek mezi 3 500 a 4 000 metry, střední část kolem Kábulu dosahuje 4 500 až 6 000 m a nejvyšší část na pákistánských hranicích přesahuje 7 000 m.
Hindúkušský systém se táhne v délce 966 km, z toho asi 600 km se považuje za vlastní Hindúkuš. Střední šířka pohoří (ze severu na jih) činí 240 km.
Nejdůležitějšími řekami, odvodňujícími Hindúkuš, jsou Kábul (pravobřežní přítok Indu), Hilmand (teče k jihozápadu, před afghánsko-íránskými hranicemi se stočí k severu a končí v jezeře Hāmūn-e Şāberī) a Harírúd (teče k západu, za Herátem se stáčí k severu a tvoří íránskou hranici, ztrácí se v poušti na hranici Íránu a Turkmenistánu). Severní svahy Hindúkuše spadají do pánve Amudarji, ale většina vodních toků zmizí v poušti a do Amudarji nikdy nedoteče.
Hory protíná řada vysokých průsmyků (kotal), které vytvářejí strategicky významnou síť pro průchod karavan. Nejdůležitější je Kotal-e Sālang (3 363 m), který spojuje Kábul a další místa na jihu s Mazār-e Šarīf a dalšími městy na severu. Vybudování tunelu v tomto průsmyku v roce 1964 zredukovalo dobu jízdy z Kábulu na sever na několik hodin. Dříve se na sever jezdilo přes Kotal-e Šībar (2 987 m) a cesta trvala tři dny. Salanžský tunel byl postaven za finanční i technologické asistence Sovětů a znamenal prokopání 2,7 km skálou v srdci Hindúkuše.
Pro Evropany byly dlouho nejznámější a nejdůležitější průsmyky, které vedly na Indický subkontinent. Sem patří Chajbarský průsmyk (Khyber Pass) (1 067 m) na hranicích s Pákistánem na trase z Kábulu a Džalálábádu do Pešávaru. Na východ od Kábulu na téže trase leží Kotal-e Lataband (2 499 m), který byl v roce 1960 nahrazen silnicí v dech beroucí soutěsce řeky Kábul, Tang-e Ghārū. Tato pozoruhodná stavba zkrátila cestu z Kábulu na pákistánské hranice ze dvou dnů na několik hodin.
Silnice těmito průsmyky hrála důležitou roli během americké invaze do Afghánistánu v roce 2001 a byla intenzivně využívána těžkou vojenskou technikou. V důsledku toho je dnes ve velmi špatném stavu. Mnoho vybombardovaných mostů bylo opraveno, ale řada větších staveb zůstává poničena. Opakované uzavírky kvůli ozbrojeným konfliktům v oblasti vážně poškozují hospodářství a životní úroveň v mnoha oblastech, protože toto je hlavní trasa pro dovoz zboží do země.
V Afghánistánu je řada dalších důležitých průsmyků. Kotal-e Vāchdžīr (4755 m) ve Váchánu spojuje Afghánistán s čínskou provincií Sin-ťiang i s pákistánským Gilgitem - Baltistánem. Průsmyky, které vedou do Čitrálského údolí v Pákistánu, zahrnují Baroghil (3 798 m) a Kachin (5 639 m), který také vede z Váchánu. Na západě je důležitý Shotorgardan (3 720 m), spojující provincie Logar a Paktiya; Bazarak (2 713 m) vede do Mazār-e Šarīfu; Khawak (3 550 m) a Anjuman (3 858 m) v údolí Pandžšír vedou na sever. Hadžigak (2 713 m) a Unai (3 350 m) vedou do východního Hazáradžátu a údolí Bámján. Paropamiské průsmyky na západě jsou poměrně nízké, kolem 600 m; nejznámější je Sabzak mezi provinciemi Herát a Badghis, který spojuje západní a severozápadní části Afghánistánu.
Tyto horské oblasti jsou většinou holé a pusté, nanejvýš s řídkým výskytem stromů a zakrslých keřů. V údolí Kowkcheh jsou velmi staré doly na lazurit. Na sever od Kábulu v údolí Pandžšíru a některých jeho přítoků jsou naleziště smaragdů. Známé balasové rubíny či spinely se do 19. století těžily v údolí horního Pandže, kde se Hindúkuš stýká s Pamírem. Tato naleziště jsou nyní zřejmě vyčerpána.

### Východní Hindúkuš
Východní Hindúkuš (též Nízký Hindúkuš) se nachází v severním Pákistánu a v afghánských provinciích Núristán a Badachšán. Pákistánský distrikt Čitrál se považuje za srdce Hindúkuše. Jsou zde nejvyšší štíty Hindúkuše, zejména Tirič Mír, Nošak (nejvyšší hora Afghánistánu) a Istor-o-Nal. Pohoří pokračuje v pákistánských Severních oblastech Ghizarem, údolím Jásín a Ishkoman. V Čitrálu najdeme také největší ledovce v Hindúkuši, Tirič, Čiantar a Kurambar. Tající voda z nich tvoří řeku Kunar, která teče do Afghánistánu, vlévá se do Bašgálu, Pandžšíru a nakonec do mnohem menší řeky Kábul.